# Diane Evers
Diane Evers (Melbourne, 9 novembre 1956) è un'ex tennista australiana.

## Carriera
In carriera ha vinto 3 titoli di doppio, tra cui gli Australian Open nel 1979, in coppia con la neozelandese Judy Chaloner.

## Statistiche

### Doppio

#### Vittorie (3)
| Numero | Anno | Torneo                     | Superficie  | Compagna       | Avversarie in finale            | Punteggio     |
| 1.     | 1979 | WTA Austrian Open, Bregenz | Terra rossa | Helena Anliot  | Virginia Ruzici Elly Vessies    | 6–0, 6–4      |
| 2.     | 1979 | Canada Open, Toronto       | Cemento     | Lea Antonoplis | Chris O'Neil Mimi Wikstedt      | 2-6, 6-1, 6-3 |
| 3.     | 1979 | Australian Open, Melbourne | Erba        | Judy Chaloner  | Leanne Harrison Marcella Mesker | 6-2, 1-6, 6-0 |